# Roebane
En roebane er en særlig smalsporet jernbane, der er blevet anlagt for at transportere sukkerroer til sukkerfabrikker eller saftstationer. Typisk transporteres affaldsprodukterne fra sukkerfremstillingen også tilbage til dyrkerne via jernbanerne.

## Roebaner i Danmark
I Danmark blev de første roebaner anlagt som industribaner i 1870'erne kort efter åbningen af den første sukkerfabrik i landet. På datidens veje var det vanskeligt at køre roerne til fabrikken med hestevogn, ikke mindst i efterårstiden, hvor den såkaldte roekampagne (roernes høst og produktionen af sukkeret) finder sted. Straks efter anlæggelsen af Sukkerfabrikken Lolland ved Holeby i 1872 blev der derfor anlagt en smalsporet banestrækning på 2 km ud i markerne, og denne bane blev efterhånden kraftigt udvidet.

### Danmarks største privatbane
Der har været roebaner på Lolland, Falster, Møn, Vestsjælland og Vestfyn - de samme områder hvor de danske roesukkerfabrikker har ligget. På Lolland udgjorde roebanenettet i 1944 463 km, hvorpå der kørte mere end 35 lokomotiver og ca. 2300 vogne. Banen er blevet betegnet som Danmarks største privatbane. Den samlede længde på roebanenettet i Danmark udgjorde på nogenlunde samme tidspunkt (1942) 560 km alene for hovedsporene, hvortil kom en del små stikbaner fra disse hovedspor.
I begyndelsen anvendte roebanerne hestetrukne vogne, men efter århundredskiftet blev små damplokomotiver anvendt som trækkraft. Roebanerne var nogle steder ejet af sukkerfabrikkerne, men andre steder af roedyrkerne selv. Specielt på Vestlolland dannede landmændene andelsselskaber, som stod for anlæg og drift af de mere lokale strækninger, mens hovedstrækningerne var fabriksejede.
Roebanerne blev ikke benyttet til persontrafik. I 1904-1905 var det ellers på tale flere steder på Lolland at benytte eksisterende roebaner til persontrafik også eller at bygge nye baner på tilsvarende vis. Imidlertid stillede Ministeriet for offentlige Arbejder en række krav til blandt sikkerhed, drift og snerydning som ved almindelige jernbaner, hvilket var mere end hvad fabrikkerne og befolkningen ville være med til. I modsætning til privatbanerne var det heller ikke muligt at opnå statstilskud til anlæggelsen. Så derfor blev det ikke til noget.

### Nedlæggelsen
I 1950'erne og 1960'erne var den voksende private biltrafik blevet et problem, fordi flere og flere roetog blev påkørt, når de krydsede landevejene, også selvom vognene fik malet hvide reflekterende striber på siderne. Derudover blev vedligeholdelse af banenet og materiel efterhånden for dyrt i betragtning af, at de kun blev brugt under roekampagnen i tre måneder om året.
Efterhånden blev alle roebanerne derfor afviklet i årene fra 1959 til 1967. Den 22. december 1967 ankom det allersidste roetog til Nakskov Sukkerfabrik. Dermed var en æra forbi, og et særkende for Lolland, hvor de små tog havde været et hyppigt syn i efteråret, var forbi.
Nogle lokomotiver og vogne er blevet bevaret. Hedelands Veteranbane har blandt andet et damplokomotiv og to diesellokomotiver, der er bygget til De Danske Sukkerfabrikker, og som har kørt på Lolland. Desuden har banen bygget flere personvogne på basis af gamle roevogne. Blovstrødbanen har også to damplokomotiver fra roebaner på Lolland, der dog ikke er køreklare. Det er så til gengæld banens fem roevogne, der nu bruges som personvogne.